# 여수항역
여수항역(Yeosu Harbor station, 麗水港驛)은 전라남도 여수시 공화동(현재의 엠블호텔 자리)에 있었던 역이다. 일제시대 당시 일본 시모노세키발 연락선과 연계하여 철도운행이 이뤄졌었다.

## 연혁
- 1930년 12월 25일 : 보통역으로 개역[1]
- 1938년 7월 1일 : 소화물취급 중지[2]
- 1943년 12월 1일 : 폐지[3]

## 같이 보기
- 여수부두역